# トーマス・アレキサンダー・ハリソン
トーマス・アレキサンダー・ハリソン（Thomas Alexander Harrison、1853年1月17日 - 1930年10月13日）はアメリカ合衆国の画家である。生涯の大半を、ブルターニュのコンカルノーや、ポン＝タヴァンなどフランスで過ごした。

## 略歴
フィラデルフィアで生まれた。弟に、風景画家のラヴェル・バージ・ハリソンと人物画家のバトラー・ハリソンがいる。1871年から1872年までフィラデルフィアのペンシルベニア美術アカデミーで学んだ後、アメリカ政府の太平洋岸を調査する地理探検隊に製図工として加わった。サンフランシスコの美術学校でしばらく学んだ後、1879年にパリに渡った。パリ国立美術学校でジャン＝レオン・ジェロームやジュール・バスティアン＝ルパージュに学んだ。
アメリカ人画家、ロバート・ワイリー(1839-1877)に勧められて、ブルターニュのコンカルノーや、ポン＝タヴァンに移り、風景画や海洋画を描いた。作品"Châteaux en Espagne"が、1882年のサロン・ド・パリで注目され、1885年の作品も注目を集めた。1889年のパリ万国博覧会でも賞を得た。
ヨーロッパの主要な展覧会に出展し、多くの賞を受賞し、フランスの国民美術協会やロンドンの王立油彩画家協会(Royal Institute of Oil Painters)の会員に選ばれた。アメリカでは、ナショナル・アカデミー・オブ・デザインの会員に選ばれ、アメリカ芸術家協会(Society of American Artists)の会員でもあった。レジオンドヌール勲章を受勲した。

## 作品

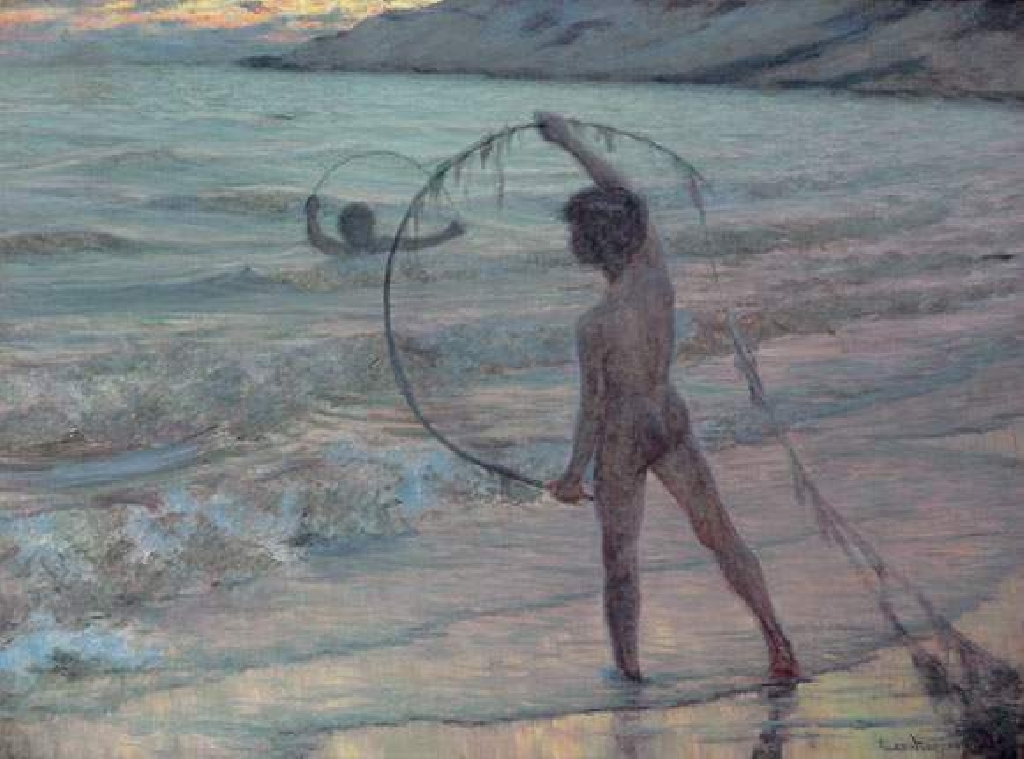
Le Cercle de mer (c.1880)
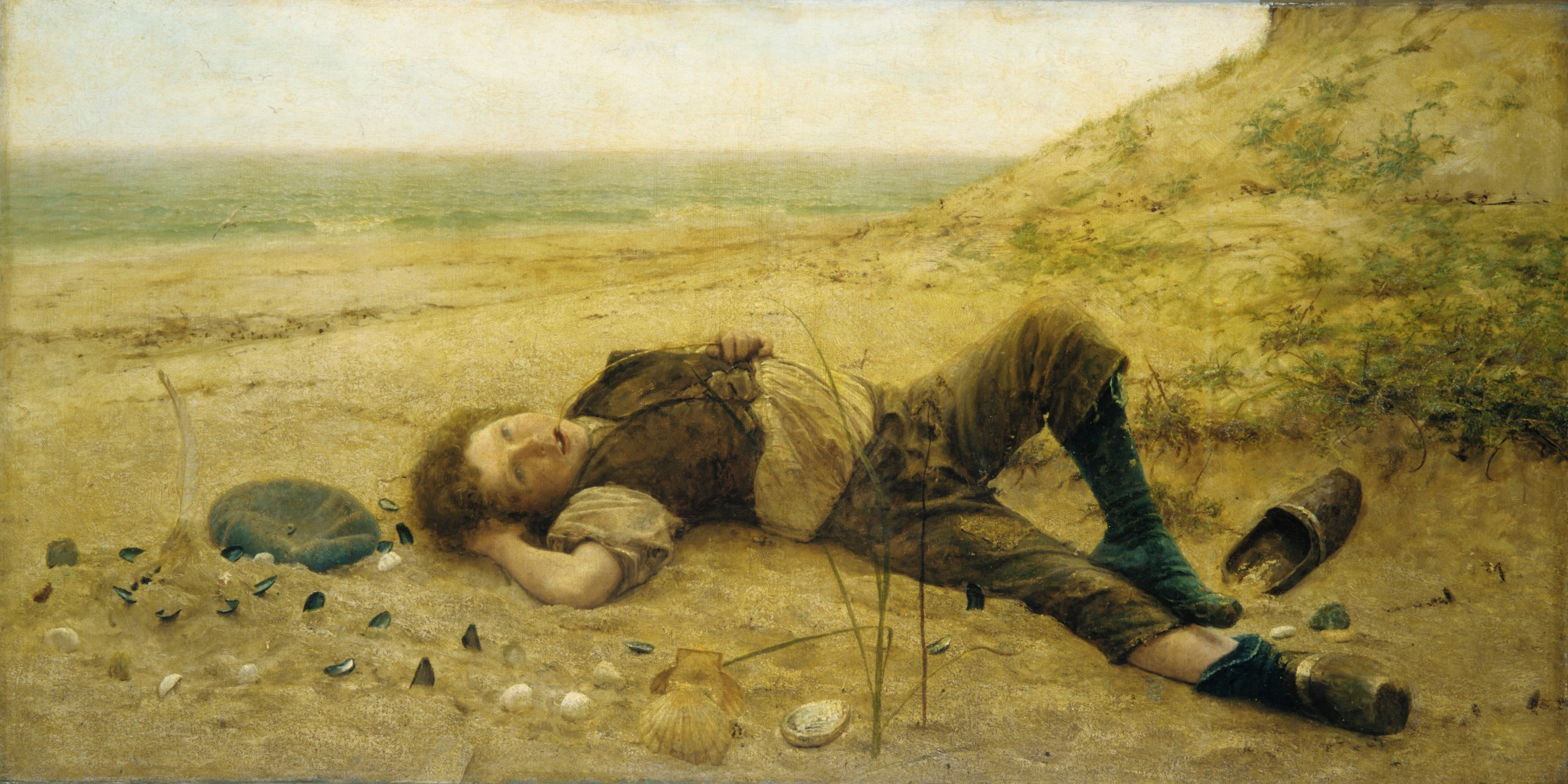
Châteaux en Espagne (1882)
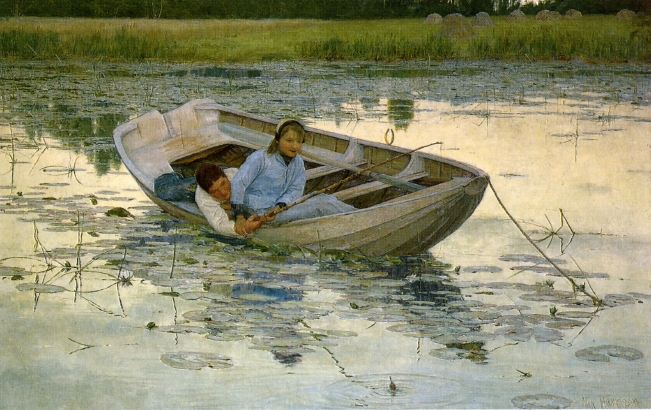
Les Amateurs (1882-1883)
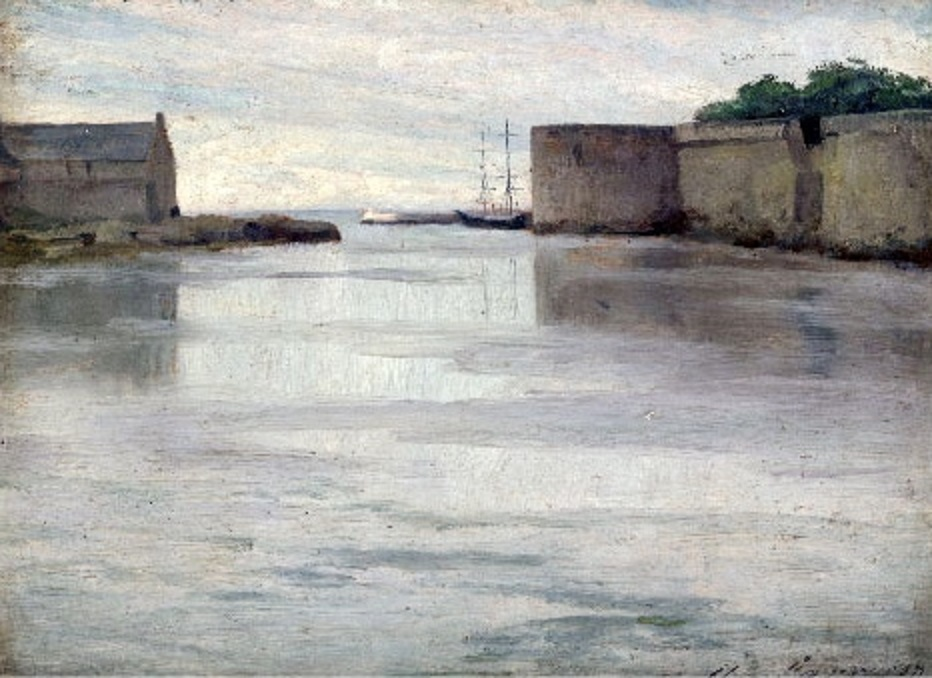
Le Passage de la Ville Close à Lanriec (1882-1892)
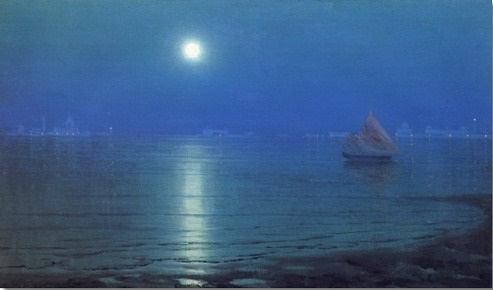
Venise au clair de lune (c.1885)
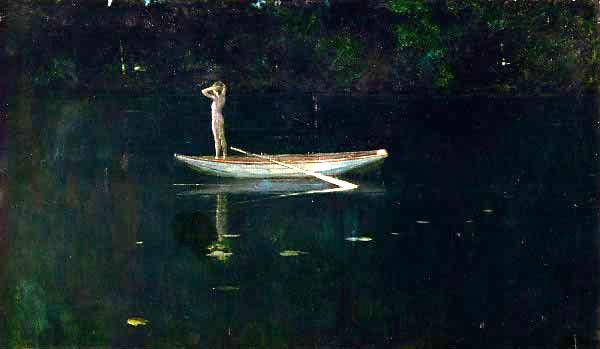
Solitude (1893)